# Miss Tierra 2014
Miss Tierra 2014 fue la 14.ª edición del certamen Miss Tierra que se llevó a cabo el 29 de noviembre en el Teatro de la Universidad de Filipinas de la Ciudad Quezon, Filipinas. Candidatas de 85 países y territorios autónomos compitieron en el certamen. Alyz Henrich, Miss Tierra 2013 de Venezuela coronó a Jamie Herrell de Filipinas como su sucesora al final del evento.

## Resultados
| Resultados finales      | Candidata |
| ----------------------- | --- |
| Miss Tierra 2014        | - Filipinas - Jamie Herrell |
| Miss Aire               | - Estados Unidos - Andrea Neu |
| Miss Agua               | - Venezuela - Maira Alexandra Rodríguez |
| Miss Fuego              | - Rusia - Anastasia Trusova |
| Finalistas (Top 8)      | - Brasil - Letícia Silva - España - Zaira Bas - Mongolia - Tugsuu Idersaikhan - República Eslovaca - Daria Frabici                                                                                                 |
| Semifinalistas (Top 16) | - Colombia - Alejandra Villafañe - Corea - Shin Sumin - Egipto - Nancy Magdy - Escocia - Romy McCahill - México - Yareli Carillo - Tahití - Hereata Ellard - Tailandia - Sasi Sintawee - Zambia - Cartier Zagorski |

## Premios especiales

### Premios especiales mayores
| Premio especial                       | País/Territorio | Candidata          |
| ------------------------------------- | --------------- | ------------------ |
| Miss Fotogénica (Competencia On-Line) | Francia         | Laëtizia Penmellen |

### Premios especiales menores de patrocinadores
| Premio Especial                                     | País/Territorio      | Candidata                 |
| --------------------------------------------------- | -------------------- | ------------------------- |
| Miss Tierra «Hannahs Beach Resort»                  | Filipinas            | Jamie Herrell             |
| Miss Tierra Pagudpud                                | India                | Alankrita Sahai           |
| Miss «Hannahs Beach Resort» Mejor en Traje de Baño  | Filipinas            | Jamie Herrell             |
| Miss «Hannahs Beach Resort» Mejor en Traje de Noche | Paraguay             | Sendy Cáceres             |
| Miss «Hannahs Beach Resort» Mejor en Traje Casual   | India                | Alankrita Sahai           |
| Miss «Fashion Show Beach Wear»                      | Venezuela            | Maira Alexandra Rodríguez |
| Miss Golden Sunset Resort                           | Paraguay             | Sendy Cáceres             |
| Miss Psalmstre                                      | Puerto Rico          | Franceska Toro            |
| Miss Plancenta                                      | República Checa      | Nikola Buranská           |
| Miss Oakwood                                        | República Dominicana | Mayte Brito               |
| Tropical Beauty of the Night                        | Paraguay             | Sendy Cáceres             |
| Miss Phoenix Petroleum                              | España               | Zaira Bas                 |
| Miss Glutamax                                       | Venezuela            | Maira Alexandra Rodríguez |
| Miss Advance                                        | Puerto Rico          | Franceska Toro            |
| Miss Ever Bilena                                    | España               | Zaira Bas                 |
| Miss Pontefino                                      | Venezuela            | Maira Alexandra Rodríguez |
| Miss Pontefino Residences                           | Rusia                | Anastasia Trusova         |
| Miss Ciudad de Colores                              | Ecuador              | María José Maza           |
| Miss FAITH                                          | Singapur             | Silvia Lam                |
| Miss Boardwalk                                      | Rusia                | Anastasia Trusova         |
| Miss Jansen Estética                                | Indonesia            | Annisa Ananda Nusyirwan   |
| Sol para Miss Earth Award                           | Filipinas            | Jamie Herrell             |
| Miss Versailes                                      | República Eslovaca   | Daria Fabrici             |

## Áreas de competencia

### Final
La noche final fue transmitida en vivo a más de 140 países y territorios desde el Teatro de la Universidad de Filipinas en  Ciudad Quezón, Filipinas, el 29 de noviembre de 2014. Estuvo conducida por Joey Mead King, Justin Bratton y Ginger Conejero.
El grupo de 16 cuartofinalistas se dio a conocer durante la competencia final. Estas 16 cuartofinalistas fueron evaluadas por un Jurado final:
- Las 16 concursantes seleccionadas desfilaron en una nueva ronda en traje de baño (similares para todas). Seguidamente, las mismas 16 desfilaron en sus respectivos trajes de gala (elegidos al gusto de cada concursante); donde salieron de la competencia 8 de ellas.

- Las 8 restantes (finalistas) se sometieron a una pregunta final por parte del jurado, que determinó las posiciones finales y a la ganadora, Miss Tierra 2014.

#### Jurado final
- Richie de Quina.
- Olivier Ochanine.
- Allison Harvard.
- Dennis Pérez.
- Matthieu Penot.
- Sebastian Caudron.
- Joseph King.
- Jake Macapagal.
- Ingrid Chua-Go.
- Senator Panfilo Lacson

## Relevancia histórica de Miss Tierra 2014

### Resultados
- Filipinas gana Miss Tierra por segunda vez, igualando a Venezuela y Brasil con dos títulos.
- Corea, España, Estados Unidos, Filipinas, México, Tailandia y Venezuela repiten clasificación a los cuartos de final.
- Venezuela clasifica por décimo año consecutivo a semifinales, y por cuarto al cuadro de las cuatro finalistas
- Estados Unidos, Filipinas y México clasifican por cuarto año consecutivo.
- Brasil, Escocia y Rusia clasificaron por última vez en 2012.
- Colombia repiten clasificación a semifinales.
- Egipto y República Eslovaca clasificaron por última vez en 2006.
- Tahití clasificó por última vez en 2004.
- Mongolia y Zambia clasifican por primera vez a semifinales.
- Ninguna representante de Oceanía pasó el primer corte.

## Candidatas
85 candidatas compitieron en el certamen:
(En la tabla se utiliza su nombre completo, los sobrenombres van entrecomillados y los apellidos utilizados como nombre artístico, entre paréntesis; fuera de ella se utilizan sus nombres "artísticos" o simplificados)
| País                                 | Candidata                         | Edad | Residencia         |
| ------------------------------------ | --------------------------------- | ---- | ------------------ |
| Alemania                             | Arta Muja                         | 25   | Fráncfort del Meno |
| Australia                            | Nadine Roberts                    | 20   | Sídney             |
| Austria                              | Valerie Huber                     | 21   | Viena              |
| Bélgica                              | Emily Vanhoutte                   | 18   | Brabante Flamenco  |
| Bolivia                              | Eloísa Gutiérrez Rendón           | 18   | Sucre              |
| Bosnia y Herzegovina                 | Bogdana Trifkovic                 | 19   | Sarajevo           |
| Botsuana                             | Nicole Gaelebale                  | 21   | Gaborone           |
| Brasil                               | Letícia Silva                     | 22   | Curitiba           |
| Canadá                               | Cynthia Loewen                    | 20   | Ontario            |
| Chile                                | Catalina Cáceres                  | 23   | Santiago           |
| China                                | Sham Yen Yi                       | 23   | Hong Kong          |
| China Taipéi                         | Kuan-Lien Chen                    | 20   | Taipéi             |
| Colombia                             | Alejandra Villafañe Osorio        | 22   | Cali               |
| Corea                                | Shin Sumin                        | 21   | Seúl               |
| Croacia                              | Ana Batarelo                      | 20   | Zagreb             |
| Curazao                              | Akisha Albert                     | 19   | Willemstad         |
| Dinamarca                            | Aisha Isabella Hansen             | 19   | Gotemburgo         |
| Ecuador                              | María José Maza                   | 22   | Guayaquil          |
| Egipto                               | Nancy Magdy                       | 21   | El Cairo           |
| El Salvador                          | Georgina González                 | 19   | San Salvador       |
| Escocia                              | Romy McCahill                     | 20   | Milngavie          |
| Eslovenia                            | Patricia Peklar                   | 24   | Ljubljana          |
| España                               | Zaira Bas                         | 22   | Madrid             |
| Estados Unidos                       | Andrea Neu                        | 23   | Colorado           |
| Filipinas                            | Jamie del Rosario Herrell         | 20   | Cebu City          |
| Fiyi                                 | Zoe McCracken                     | 18   | Suva               |
| Francia                              | Laëtizia Penmellen                | 21   | Provenza           |
| Gabón                                | Hulda Marilyne Ondo               | 25   | Woleu-Ntem         |
| Ghana                                | Nana Ama Odame-Okyere             | 23   | Acra               |
| Guam                                 | Erin Marie Camacho Wong           | 26   | Agaña              |
| Guatemala                            | Thalia Raquel Carredano           | 23   | San Marcos         |
| Guyana                               | Stacy Ramcharan                   | 23   | Georgetown         |
| Haití                                | Fabiaula Dumas                    | 20   | Puerto Príncipe    |
| Hungría                              | Syndey Van De Bosch               | 19   | Budapest           |
| India                                | Alankrita Sahai                   | 20   | Delhi              |
| Indonesia                            | Annisa Ananda Nusyirwan           | 22   | Sumatra Occidental |
| Inglaterra                           | Gabriella Gatehouse               | 19   | Hemel Hempstead    |
| Irlanda del Norte                    | Justine Mcleleney                 | 19   | Derry              |
| Islas Vírgenes de los Estados Unidos | Esonica Veira                     | 25   | Charlotte Amalie   |
| Israel                               | Tala Safadi                       | 20   | Acre               |
| Italia                               | Beatrice Valente                  | 21   | Florencia          |
| Japón                                | Reina Nagata                      | 19   | Saitama            |
| Kazajistán                           | Assel Zholdassova                 | 21   | Astaná             |
| Kenia                                | Lydiah Linah Manani               | 22   | Nairobi            |
| Letonia                              | Alise Feldmane                    | 22   | Riga               |
| Líbano                               | Nawal Michelle Ayoub Valderrama   | 28   | Barranquilla       |
| Madagascar                           | Judie Jaomarina                   | 24   | Antsiranana        |
| Malasia                              | Renee Tan                         | 23   | Melaka             |
| Mauricio                             | Anne Sophie Lalanne               | 19   | Port Louis         |
| México                               | Yareli Carillo                    | 22   | Sinaloa            |
| Mongolia                             | Tugsuu Idersaikhan                | 22   | Ulan Bator         |
| Myanmar                              | Ei Mon Khine                      | 22   | Yangon             |
| Namibia                              | Paulina Malulu                    | 25   | Windhoek           |
| Nepal                                | Prinsha Shrestha                  | 22   | Katmandú           |
| Nigeria                              | Damola Akinsanya                  | 22   | Owerri             |
| Nueva Zelanda                        | Sheree Anderson                   | 21   | Dunedin            |
| Países Bajos                         | Talisa Wolters                    | 23   | Ámsterdam          |
| Pakistán                             | Shanzay Hayat                     | 24   | Islamabad          |
| Panamá                               | Lourdes "Lully" Gallimore         | 22   | Ciudad de Panamá   |
| Paraguay                             | Sendy Cáceres                     | 25   | Asunción           |
| Perú                                 | Elba Mercedes Fahsbender Merino   | 22   | Piura              |
| Polonia                              | Patrycja Dorywalska               | 23   | Varsovia           |
| Portugal                             | Raquel Fontes                     | 23   | Lisboa             |
| Puerto Rico                          | Francheska Toro                   | 21   | Toa Baja           |
| República Checa                      | Nikola Buranská                   | 21   | Přerov             |
| República Dominicana                 | Mayté Brito                       | 23   | San Cristóbal      |
| República Eslovaca                   | Daria Frabici                     | 21   | Bratislava         |
| Reunión                              | Lolitta Hoarau                    | 19   | Saint-Pierre       |
| Rumania                              | Andreea Chiru                     | 22   | Bucarest           |
| Rusia                                | Anastasia Trusova                 | 24   | Vladímir           |
| Santa Lucía                          | Francillia Austin                 | 23   | Castries           |
| Samoa                                | Natasha Westropp                  | 23   | Apia               |
| Singapur                             | Silvia Lam                        | 18   | Ciudad de Singapur |
| Sri Lanka                            | Imaya Liyanage                    | 23   | Colombo            |
| Sudáfrica                            | Ilze Saunders                     | 23   | Klerksdorp         |
| Suecia                               | Frida Maria Fornander             | 18   | Gotemburgo         |
| Suiza                                | Shayade Hug                       | 23   | Berna              |
| Tahití                               | Hereata Ellard                    | 20   | Papara             |
| Tailandia                            | Sasi Sintawee                     | 19   | Songkhla           |
| Tanzania                             | Nale Boniface                     | 21   | Dodoma             |
| Tonga                                | Sicilia Makisi                    | 21   | Nukualofa          |
| Ucrania                              | Olena Kozharko                    | 22   | Kiev               |
| Venezuela                            | Maira Alexandra Rodríguez Herrera | 23   | Maracay            |
| Zambia                               | Cartier Zagorski                  | 22   | Lusaka             |
| Zimbabue                             | Sandiswe Chikomborero Bhulle      | 25   | Harare             |

## Medallero de Miss Tierra 2014
| Rank | País/Territorio                      | Oro | Plata | Bronce | Total |
| ---- | ------------------------------------ | --- | ----- | ------ | ----- |
| 1    | España                               | 2   | 1     | 1      | 4     |
| 2    | Filipinas                            | 2   | 1     | 0      | 3     |
| 2    | Paraguay                             | 2   | 1     | 0      | 3     |
| 2    | Tailandia                            | 2   | 1     | 0      | 3     |
| 3    | Inglaterra                           | 2   | 0     | 1      | 3     |
| 4    | Brasil                               | 2   | 0     | 0      | 2     |
| 4    | Islas Vírgenes de los Estados Unidos | 2   | 0     | 0      | 2     |
| 5    | India                                | 1   | 2     | 3      | 6     |
| 6    | Estados Unidos                       | 1   | 2     | 1      | 4     |
| 7    | Rusia                                | 1   | 1     | 1      | 3     |
| 8    | Sudáfrica                            | 1   | 1     | 0      | 2     |
| 9    | Eslovenia                            | 1   | 0     | 1      | 2     |
| 9    | Zimbabue                             | 1   | 0     | 1      | 2     |
| 10   | Colombia                             | 1   | 0     | 0      | 1     |
| 10   | Francia                              | 1   | 0     | 0      | 1     |
| 10   | Indonesia                            | 1   | 0     | 0      | 1     |
| 10   | Nigeria                              | 1   | 0     | 0      | 1     |
| 10   | Pakistán                             | 1   | 0     | 0      | 1     |
| 10   | Panamá                               | 1   | 0     | 0      | 1     |
| 10   | Suiza                                | 1   | 0     | 0      | 1     |
| 11   | Venezuela                            | 0   | 4     | 1      | 5     |
| 12   | Bolivia                              | 0   | 2     | 0      | 2     |
| 12   | Perú                                 | 0   | 2     | 0      | 2     |
| 12   | Ucrania                              | 0   | 2     | 0      | 2     |
| 13   | Zambia                               | 0   | 1     | 2      | 3     |
| 14   | Namibia                              | 0   | 1     | 1      | 2     |
| 14   | Tahití                               | 0   | 1     | 1      | 2     |
| 15   | Kenia                                | 0   | 1     | 0      | 1     |
| 15   | Mongolia                             | 0   | 1     | 0      | 1     |
| 15   | Países Bajos                         | 0   | 1     | 0      | 1     |
| 15   | República Dominicana                 | 0   | 1     | 0      | 1     |
| 15   | Sri Lanka                            | 0   | 1     | 0      | 1     |
| 16   | Puerto Rico                          | 0   | 0     | 3      | 3     |
| 17   | Austria                              | 0   | 0     | 1      | 1     |
| 17   | Chile                                | 0   | 0     | 1      | 1     |
| 17   | China                                | 0   | 0     | 1      | 1     |
| 17   | China Taipéi                         | 0   | 0     | 1      | 1     |
| 17   | Croacia                              | 0   | 0     | 1      | 1     |
| 17   | Egipto                               | 0   | 0     | 1      | 1     |
| 17   | Escocia                              | 0   | 0     | 1      | 1     |
| 17   | Kazajistán                           | 0   | 0     | 1      | 1     |
| 17   | Myanmar                              | 0   | 0     | 1      | 1     |
| 17   | Polonia                              | 0   | 0     | 1      | 1     |
| 17   | Singapur                             | 0   | 0     | 1      | 1     |

## Eventos y retos

### Conferencia de Prensa
Este evento se llevó a cabo el 10 de noviembre en el «Green Sun Hotel» y correspondió el inicio de actividades de las concursantes. Las candidatas premiadas fueron:
|                   | Candidata                               |
| ----------------- | --------------------------------------- |
| Medalla de oro    | - Filipinas - Jamie Herrell             |
| Medalla de plata  | - Venezuela - Maira Alexandra Rodríguez |
| Medalla de bronce | - Puerto Rico - Francheska Toro         |

### Mejor Profesora 2014
| Resultado Final   | Candidata                                              |
| Grupo 1           | Grupo 1                                                |
| ----------------- | ------------------------------------------------------ |
| Medalla de oro    | - Islas Vírgenes de los Estados Unidos - Esonica Veira |
| Medalla de plata  | - Perú - Elba Fahsbender                               |
| Medalla de bronce | - Zimbabue - Sandiswe Bhule                            |
| Grupo 2           |                                                        |
| Medalla de oro    | - Brasil - Leticia Silva                               |
| Medalla de plata  | - Paraguay - Sendy Cáceres                             |
| Medalla de bronce | - China - Shirley Sham Yen Yi                          |
| Grupo 3           |                                                        |
| Medalla de oro    | - Nigeria - Damola Akinsanya                           |
| Medalla de plata  | - Estados Unidos - Andrea Neu                          |
| Medalla de bronce | - Inglaterra - Gabriella Gatehouse                     |

### Competencia de Talento
| Resultado Final   | Candidata                                              |
| Grupo 1           | Grupo 1                                                |
| ----------------- | ------------------------------------------------------ |
| Medalla de oro    | - Islas Vírgenes de los Estados Unidos - Esonica Veira |
| Medalla de plata  | - Tahití - Hereata Ellard                              |
| Medalla de bronce | - China Taipéi - Kuan-Lien Chen                        |
| Grupo 2           |                                                        |
| Medalla de oro    | - Eslovenia - Patricia Peklar                          |
| Medalla de plata  | - Sri Lanka - Imaya Mahaliyanage                       |
| Medalla de bronce | - Escocia - Romy McCahill                              |
| Grupo 3           |                                                        |
| Medalla de oro    | - Pakistán - Shanzay Hayat                             |
| Medalla de plata  | - Kenia - Lydiah Linah Manani                          |
| Medalla de bronce | - Kazajistán - Assel Zholdassova                       |

### Competencia de Coctel
| Resultado Final   | Candidata                               |
| Grupo 1           | Grupo 1                                 |
| ----------------- | --------------------------------------- |
| Medalla de oro    | - Filipinas - Jamie Herrell             |
| Medalla de plata  | - Perú - Elba Fahsbender                |
| Medalla de bronce | - Puerto Rico - Franceska Toro          |
| Grupo 2           |                                         |
| Medalla de oro    | - Paraguay - Sendy Cáceres              |
| Medalla de plata  | - Mongolia - Tugsuu Idersaikhan         |
| Medalla de bronce | - Zambia - Cartier Zagorski             |
| Grupo 3           |                                         |
| Medalla de oro    | - Tailandia - Sasi Sintawee             |
| Medalla de plata  | - Venezuela - Maira Alexandra RodrÍguez |
| Medalla de bronce | - Rusia - Anastasia Trusova             |

### Competencia en Traje de Noche
| Resultado final   | Candidata                               |
| Grupo 1           | Grupo 1                                 |
| ----------------- | --------------------------------------- |
| Medalla de oro    | - India - Alankrita Sahai               |
| Medalla de plata  | - España - Zaira Bas                    |
| Medalla de bronce | - Tahití - Hereata Ellard               |
| Grupo 2           |                                         |
| Medalla de oro    | - Brasil - Leticia Silva                |
| Medalla de plata  | - Ucrania - Valeriia Poloz              |
| Medalla de bronce | - Zambia - Cartier Zagorski             |
| Grupo 3           |                                         |
| Medalla de oro    | - Rusia - Anastasia Trusova             |
| Medalla de plata  | - Venezuela - Maira Alexandra Rodríguez |
| Medalla de bronce | - Estados Unidos - Andrea Neu           |

### Competencia Resort Wear
| Resultado Final   | Candidata                               |
| Grupo 1           | Grupo 1                                 |
| ----------------- | --------------------------------------- |
| Medalla de oro    | - España - Zaira Bas                    |
| Medalla de plata  | - Bolivia - Eloísa Gutiérrez            |
| Medalla de bronce | - Puerto Rico - Franceska Toro          |
| Grupo 2           |                                         |
| Medalla de oro    | - Paraguay - Sendy Cáceres              |
| Medalla de plata  | - República Dominicana - Mayte Brito    |
| Medalla de bronce | - Eslovenia - Patricia Peklar           |
| Grupo 3           |                                         |
| Medalla de oro    | - Estados Unidos - Andrea Neu           |
| Medalla de plata  | - Tailandia - Sasi Sintawee             |
| Medalla de bronce | - Venezuela - Maira Alexandra Rodríguez |

### Competencia en Traje de Baño
| Resultado Final   | Candidata                        |
| Grupo 1           | Grupo 1                          |
| ----------------- | -------------------------------- |
| Medalla de oro    | - España - Zaira Bas             |
| Medalla de plata  | - Bolivia - Eloísa Gutiérrez     |
| Medalla de bronce | - India - Alankrita Sahai        |
| Grupo 2           |                                  |
| Medalla de oro    | - Colombia - Alejandra Villafañe |
| Medalla de plata  | - Zambia - Cartier Zagorski      |
| Medalla de bronce | - Namibia - Paulina Malulu       |
| Grupo 3           |                                  |
| Medalla de oro    | - Tailandia - Sasi Sintawee      |
| Medalla de plata  | - Estados Unidos - Andrea Neu    |
| Medalla de bronce | - Polonia - Patrycja Dorywalska  |

### Competencia de Traje Nacional
La competencia se realizó el 25 de noviembre, siendo las ganadoras:
| Resultado Final   | Candidata                               |
| África            | África                                  |
| ----------------- | --------------------------------------- |
| Medalla de oro    | - Sudáfrica - Ilze Saunders             |
| Medalla de plata  | - Namibia - Paulina Malulu              |
| Medalla de bronce | - Egipto - Nancy Magdy                  |
| Américas          |                                         |
| Medalla de oro    | - Panamá - María de Lourdes Gallimore   |
| Medalla de plata  | - Venezuela - Maira Alexandra Rodríguez |
| Medalla de bronce | - Chile - Catalina Cáceres              |
| Asia & Oceanía    |                                         |
| Medalla de oro    | - Indonesia - Annisa Ananda Nusyirwan   |
| Medalla de plata  | - Filipinas - Jamie Herrell             |
| Medalla de bronce | - India - Alankrita Sahai               |
| Europa            |                                         |
| Medalla de oro    | - Inglaterra - Gabriella Gatehouse      |
| Medalla de plata  | - Rusia - Anastasia Trusova             |
| Medalla de bronce | - España - Zaira Bas                    |

### Miss Amistad 2014
| Resultado Final   | Candidata                          |
| Grupo 1           | Grupo 1                            |
| ----------------- | ---------------------------------- |
| Medalla de oro    | - Zimbabue - Sandiswe Bhule        |
| Medalla de plata  | - Sudáfrica - Ilze Saunders        |
| Medalla de bronce | - Austria - Valerie Huber          |
| Grupo 2           |                                    |
| Medalla de oro    | - Suiza - Shayade Hug              |
| Medalla de plata  | - Ucrania - Valeriia Poloz         |
| Medalla de bronce | - Croacia - Ana Batarelo           |
| Grupo 3           |                                    |
| Medalla de oro    | - Inglaterra - Gabriella Gatehouse |
| Medalla de plata  | - Países Bajos - Talisa Wolters    |
| Medalla de bronce | - Singapur - Sylvia Lam            |

### Miss Fotogénica 2014 (Votación en línea)
| Resultado Final   | Candidata                      |
| ----------------- | ------------------------------ |
| Medalla de oro    | - Francia - Laëtizia Penmellen |
| Medalla de plata  | - India - Alankrita Sahai      |
| Medalla de bronce | - Myanmar - Ei Mon Khine       |

### Ganadoras Video Eco-Belleza
| Candidatas Ganadoras |
| --- |
| - Austria - Valerie Huber - Bolivia - Eloísa Gutiérrez - Botsuana - Nicole Gaelebale - Guatemala - Thalia Raquel Carredano - India - Alankrita Sahai - Nepal - Prinsha Shrestha - Puerto Rico - Franceska Toro - Rusia - Anastasia Trusova - Sri Lanka - Imaya Mahaliyanage - Tailandia - Sasi Sintawee |

## Sobre los países en Miss Tierra 2014

### Naciones que debutan en la competencia
- Myanmar y Namibia compitieron por primera vez.

### Naciones que regresan a la competencia
- Compitió por última vez en 2001:
  -  Croacia.

- Compitió por última vez en 2007:
  -  Santa Lucía.

- Compitió por última vez en 2010:
  -  Egipto.
  -  Guyana.

- Compitió por última vez en 2011:
  -  China Taipéi
  -  Perú.
  -  Letonia.

- Compitieron por última vez en 2012:
  -  Botsuana.
  -  El Salvador.
  -  Fiyi.
  -  Kenia.
  -  Pakistán.
  -  Puerto Rico.